# Jeffrey DeMunn
Jeffrey DeMunn (Buffalo, 25 d'abril de 1947) és un actor estatunidenc de teatre, cinema i televisió, conegut, entre altres papers, per interpretar Dale Horvath a la sèrie estatunidenca The Walking Dead.

## Biografia
És fill de Violet (nom de soltera Paulus) i James DeMunn. Es va graduar en la Union College com a Bachelor of Arts de llengua anglesa. Des de 1974 està casat amb Ann Sekjaer, amb qui té dos fills.
DeMunn es va traslladar a Anglaterra a principis dels anys 1970, on va rebre la formació teatral de la Bristol Old Vic Theatre School. Quan va tornar als Estats Units va actuar en produccions de la Royal Shakespeare Company, com El Rei Lear, i del Off-Broadway, amb obres com Bent, Modigliani o El somni d'una nit d'estiu. També ha treballat molt estretament amb l' Eugene O'Neill Theater Center.
Actor fetitxe del director Frank Darabont, DeMunn ha participat en diverses de les seves pel·lícules, sent les més destacables: El Majestic, Cadena perpètua, La milla verda i La boira, aquestes tres últimes adaptacions de novel·les de Stephen King.
També té un extens currículum en televisió, apareixent en sèries com Kojak, Law & Order, Citizen X, The Walking Dead (on és conegut com a Dale Horvath) (basada en la sèrie de còmics The Walking Dead creada per Robert Kirkman i Tony Moore) i Mob City, aquestes dues últimes desenvolupades per Frank Darabont. Va deixar la sèrie el 2012 enfadat perquè AMC acomiadés Frank Darabont.

## Filmografia
- Christmas Evil (1980)
- Resurrection (1980)
- El primer pecat mortal (The First Deadly Sin) (1980)
- Ragtime (1981)
- Frances (1982)
- Carretera a l'infern (The Hitcher) (1986)
- Blob (The Blob) (1988)
- El camí de la traïció (Betrayed) (1988)
- L'escàndol Blaze (Blaze) (1989)
- The Haunted (1991)
- Newsies (1992)
- Cadena perpètua (The Shawshank Redemption) (1994)
- Ciutadà X (Citizen X) (1995)
- El corredor de la mort (Killer: A Journal of Murder) (1996)
- Phenomenon (1996)
- Turbulències (Turbulence) (1997)
- RocketMan (1997)
- The X-Files: Fight the Future (1998)
- Storm of the Century (1999)
- La milla verda (The Green Mile) (1999)
- El Majestic (The Majestic) (2002)
- The Persistence of Dreams (2005)
- Hollywoodland (2006)
- La boira (The Mist) (2007)
- Cremeu-ho després de llegir-ho (Burn After Reading) (2008)
- Shelter (2010)
- The Walking Dead (2010-2012)
- Mob City (2013)

## Premis
| Any  | Premi                                                | Categoria                                              | Premiat per...           | Resultat  |
| ---- | ---------------------------------------------------- | ------------------------------------------------------ | ------------------------ | --------- |
| 1978 | Drama Desk Awards                                    | Millor Actor Destacat en una Obra de Teatre            | A Prayer for My Daughter | Guanyador |
| 1983 | Premis Tony                                          | Millor Actor Principal en una Obra de Teatre           | K2                       | Nominat   |
| 1995 | CableACE Awards                                      | Millor Actor Secundari en Pel·lícula o Miniserie       | Ciutadà X                | Guanyador |
| 1995 | Premis Primetime Emmy                                | Primetime Emmy al millor actor en minisèrie o telefilm | Ciutadà X                | Nominat   |
| 1999 | Premis del Sindicat d'Actors                         | Millor Repartiment                                     | La milla verda           | Nominat   |
| 2006 | Drama Desk Awards                                    | Millor Repartiment                                     | Stuff Happens            | Guanyador |
| 2011 | Sant Diego Theater Critics Circle (Craig Noel Award) | Millor Interpretació Masculina en una Obra de Teatre   | Mort d'un viatjant       | Nominat   |